# Verallgemeinerte inverse Verteilungsfunktion

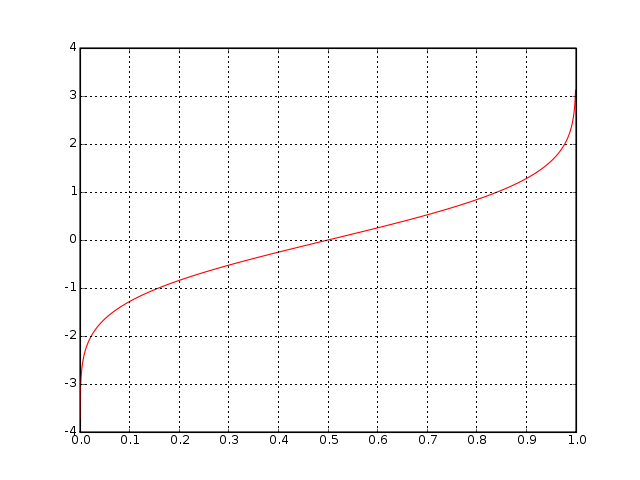
Inverse Verteilungsfunktion der Normalverteilung

Die (verallgemeinerte) inverse Verteilungsfunktion, oder Quantilfunktion ist eine spezielle reelle Funktion in der Stochastik, einem Teilgebiet der Mathematik. Jeder Verteilungsfunktion kann eine verallgemeinerte inverse Verteilungsfunktion zugeordnet werden, die unter gewissen Bedingungen die inverse Funktion der Verteilungsfunktion ist. Die verallgemeinerte inverse Verteilungsfunktion ordnet jeder Zahl zwischen null und eins den kleinsten Wert zu, an dem die Verteilungsfunktion diese Zahl überschreitet.
Beschreibt beispielsweise eine Wahrscheinlichkeitsverteilung die Schuhgrößen der Europäer und ist die entsprechende Verteilungsfunktion gegeben, so gibt die zugehörige verallgemeinerte inverse Verteilungsfunktion an der Stelle {\displaystyle 0{,}9} diejenige kleinste Schuhgröße {\displaystyle s} an, so dass mehr als 90 % der Europäer eine Schuhgröße kleiner als {\displaystyle s} tragen.
Die verallgemeinerte inverse Verteilungsfunktion wird unter anderem zur Bestimmung von Quantilen herangezogen. Ebenso liefert sie einen Ansatz, zur Konstruktion von Zufallsvariablen mit vorgegebener Verteilungsfunktion. Dieser Ansatz heißt Quantiltransformation. Auf diesem beruht auch die Inversionsmethode zur Erzeugung von Zufallszahlen mit vorgegebener Verteilung aus Standardzufallszahlen.

## Definition
Sei {\displaystyle X} eine reelle Zufallsvariable und
{\displaystyle F_{X}\colon \mathbb {R} \to [0,1]}
ihre Verteilungsfunktion. Das heißt für {\displaystyle F_{X}} gilt
1. {\displaystyle F_{X}} ist monoton wachsend und rechtsseitig stetig.
2. Für das Grenzwertverhalten gilt {\displaystyle \lim _{x\to -\infty }F_{X}(x)=0} und {\displaystyle \lim _{x\to \infty }F_{X}(x)=1}.

### Quantile und Quantilfunktion
Jedes {\displaystyle r\in \mathbb {R} } mit
{\displaystyle \mathbb {P} (X<r)\leq \alpha \leq F_{X}(r),\quad \alpha \in (0,1)}
heißt {\displaystyle \alpha }-Quantil von {\displaystyle X} oder von {\displaystyle F_{X}}.
Die Stelle
{\displaystyle q_{X}^{+}(\alpha )=\min\{x\in \mathbb {R} \mid F_{X}(x)\geq \alpha \}=\inf\{x\in \mathbb {R} \mid F_{X}(x)>\alpha \}}
heißt oberes {\displaystyle \alpha }-Quantil.
Die Stelle
{\displaystyle q_{X}^{-}(\alpha )=\sup\{x\in \mathbb {R} \mid F_{X}(x)<\alpha \}}
heißt unteres {\displaystyle \alpha }-Quantil.
Eine Funktion {\displaystyle q_{X}\colon (0,1)\to \mathbb {R} }, wobei {\displaystyle q_{X}(\alpha )} für alle {\displaystyle \alpha \in (0,1)} ein {\displaystyle \alpha }-Quantil von {\displaystyle X} ist, heißt Quantilfunktion von {\displaystyle X} oder von {\displaystyle F_{X}}.

### Linke verallgemeinerte inverse Verteilungsfunktion oder untere Quantilfunktion
Die Funktion
{\displaystyle F_{X-}^{-1}\colon (0,1)\to \mathbb {R} }
definiert durch
{\displaystyle F_{X-}^{-1}(u):=\min\{x\in \mathbb {R} \mid F_{X}(x)\geq u\}=q_{X}^{-}(u)}
heißt die linke verallgemeinerte inverse Verteilungsfunktion oder die untere Quantilfunktion von {\displaystyle F_{X}}. Alternative Bezeichnungen für linke verallgemeinerte Inverse einer Verteilungsfunktion sind auch Quasiinverse oder Pseudoinverse, je nach Literatur.

### Rechte verallgemeinerte inverse Verteilungsfunktion oder obere Quantilfunktion
Die Funktion
{\displaystyle F_{X+}^{-1}\colon (0,1)\to \mathbb {R} }
definiert durch
{\displaystyle F_{X+}^{-1}(u):=\inf\{x\in \mathbb {R} \mid F(x)>u\}=q_{X}^{+}(\alpha )}
heißt die rechte verallgemeinerte inverse Verteilungsfunktion oder die obere Quantilfunktion von {\displaystyle F_{X}}.

## Eigenschaften
- Es gilt

{\displaystyle q_{X}^{-}(\alpha )\leq q_{X}^{+}(\alpha )\quad {\text{für alle}}\ 0<\alpha <1\;.}
- Die Menge aller {\displaystyle \alpha }-Quantile der Verteilung von {\displaystyle X} ist das Intervall {\displaystyle [q_{X}^{-}(\alpha ),q_{X}^{+}(\alpha )]}.

- Wenn die Verteilungsfunktion {\displaystyle F_{X}} streng monoton ist, gilt

{\displaystyle q_{X}^{-}(\alpha )=q_{X}^{+}(\alpha )\quad {\text{für alle}}\ 0<\alpha <1\;.}
so dass die untere und die obere Quantilfunktion zusammenfallen.
- Wenn die Verteilungsfunktion {\displaystyle F_{X}} invertierbar ist, dann ist {\displaystyle F_{X}^{-1}} die Umkehrfunktion von {\displaystyle F_{X}}.

- Die linke verallgemeinerte inverse Verteilungsfunktion (untere Quantilfunktion) ist linksseitig stetig und die rechte verallgemeinerte inverse Verteilungsfunktion (obere Quantilfunktion) ist rechtsseitig stetig.[4]

## Bemerkungen zur Definition
Wenn nur von der verallgemeinerten inversen Verteilungsfunktion oder der Quantilfunktion die Rede ist, dann ist die linke verallgemeinerte inverse Verteilungsfunktion bzw. die untere Quantilfunktion gemeint.
Die Notation der verallgemeinerten inversen Verteilungsfunktion als {\displaystyle F^{-1}} ist suggestiv zu verstehen, da die Verteilungsfunktion {\displaystyle F} nicht immer invertierbar sein muss. Dies tritt zum Beispiel dann auf, wenn sie auf einem Intervall konstant ist. Ist {\displaystyle F} jedoch invertierbar, so stimmen die Inverse der Verteilungsfunktion und die verallgemeinerte inverse Verteilungsfunktion überein. Da die verallgemeinerte inverse Verteilungsfunktion im Gegensatz zur Inversen immer existiert rechtfertigt dies die Benennung als „verallgemeinert“.

## Erläuterung
Nach der Definition ist der Funktionswert der verallgemeinerten inversen Verteilungsfunktion an der Stelle {\displaystyle u} die kleinste Zahl, an der die Verteilungsfunktion den Funktionswert {\displaystyle u} überschreitet.
Ist die Verteilungsfunktion stetig, so erhält man diesen Wert anschaulich auf die folgende Art und Weise: Man zeichnet eine zur x-achse parallele Gerade, welche um den Wert {\displaystyle u} nach oben verschoben ist. Diese schneidet die Verteilungsfunktion in einem Punkt oder einem Intervall. Schneidet sie die Verteilungsfunktion in einem Punkt {\displaystyle (x,u)}, so ist {\displaystyle x} der Funktionswert der verallgemeinerten inversen Verteilungsfunktion an der Stelle {\displaystyle u}. Schneidet die Gerade die Verteilungsfunktion in einem Intervall, so wählt man denjenigen Punkt aus dem Intervall aus, der die kleinste {\displaystyle x}-Koordinate besitzt.

## Beispiel
Betrachte als Beispiel die Verteilungsfunktion der Exponentialverteilung. Sie ist gegeben durch
{\displaystyle F_{X}(x)={\begin{cases}1-\mathrm {e} ^{-\lambda x}&x\geq 0,\\0&x<0,\end{cases}}}
wobei {\displaystyle \lambda } ein echt positiver reeller Parameter ist. Sie ist auf {\displaystyle (0,\infty )} streng monoton wachsend und bildet dieses Intervall bijektiv auf {\displaystyle (0,1)} ab. Somit existiert eine eindeutige Umkehrfunktion {\displaystyle F_{X-}^{-1}}, welche sich durch Auflösen von
{\displaystyle u=1-\mathrm {e} ^{-\lambda x}}
nach {\displaystyle x} ergibt. Dies liefert die verallgemeinerte inverse Verteilungsfunktion
{\displaystyle F_{X-}^{-1}(u)={\frac {-\ln(1-u)}{\lambda }}}.
Im Allgemeinen ist es selten möglich, die verallgemeinerte inverse Verteilungsfunktion wie hier direkt zu berechnen. So sind die wenigsten Verteilungsfunktionen invertierbar, da sie häufig konstante Bereiche aufweisen. Beispiel hierfür sind die Verteilungsfunktionen von diskreten Verteilungen. Ebenso muss selbst bei Invertierbarkeit keine geschlossene Darstellung der Verteilungsfunktion existieren, auf die man zurückgreifen könnte. So muss die Verteilungsfunktion der Normalverteilung stets numerisch berechnet werden.

## Verwendung

### Konstruktion von Zufallsvariablen vorgegebener Verteilung (Quantiltransformation)
Zufallsvariablen werden als messbare Abbildungen zwischen Messräumen eingeführt. Ist auf dem Grundraum noch ein Wahrscheinlichkeitsmaß definiert, so kann ihre Verteilung definiert werden. Im Laufe der weiteren Abstraktion werden aber der Grundraum und zugehöriges Wahrscheinlichkeitsmaß immer unwichtiger im Gegensatz zur Verteilung der Zufallsvariable. Effektiv lässt sich zeigen, dass zu jeder Zufallsvariable mit einer vorgegebenen Verteilung ein passender Grundraum mit Wahrscheinlichkeitsmaß ergänzen lässt. Die verallgemeinerte inverse Verteilungsfunktion liefert für reelle Verteilungen solch ein Argument: Jede reellwertige Zufallsvariable mit vorgegebener Verteilung kann als Zufallsvariable auf dem Intervall von null bis eins, versehen mit der stetigen Gleichverteilung, aufgefasst werden. Somit kann die Untersuchung von Zufallsvariablen und ihren Verteilungen von dem zugrunde liegenden Wahrscheinlichkeitsraum losgelöst werden.
Die verallgemeinerte inverse Verteilungsfunktion ist monoton wachsend, linksseitig stetig und damit eine Zufallsvariable bzw. messbar von {\displaystyle ((0,1),{\mathcal {B}}((0,1)))} nach {\displaystyle (\mathbb {R} ,{\mathcal {B}}(\mathbb {R} ))}. Versieht man den Messraum {\displaystyle ((0,1),{\mathcal {B}}((0,1)))} mit der stetigen Gleichverteilung {\displaystyle {\mathcal {U}}_{(0,1)}} oder äquivalent dem Lebesgue-Maß, so gilt:
Die Verteilung von {\displaystyle F^{-1}} unter {\displaystyle {\mathcal {U}}_{(0,1)}} ist das Wahrscheinlichkeitsmaß auf {\displaystyle \mathbb {R} }, welches die Verteilungsfunktion {\displaystyle F} besitzt.
Jedes Wahrscheinlichkeitsmaß {\displaystyle P} auf {\displaystyle \mathbb {R} } mit Verteilungsfunktion {\displaystyle F_{P}} kann damit als Verteilung der Zufallsvariable
{\displaystyle F_{P}^{-1}\colon ((0,1),{\mathcal {B}}((0,1)),{\mathcal {U}}_{(0,1)})\to (\mathbb {R} ,{\mathcal {B}}(\mathbb {R} ))}
aufgefasst werden.

### Konstruktion stochastisch unabhängiger Zufallsvariablen
Die obige Konstruktion wird teils auch verwendet, um die Existenz reellwertiger unabhängiger Zufallsvariablen zu zeigen. Dabei wird zuerst über ein Approximationsargument die Existenz von stochastisch unabhängigen, auf dem Intervall {\displaystyle (0,1)} unabhängigen Zufallsvariablen gezeigt. Die Verkettung dieser Zufallsvariablen mit vorgegebenen verallgemeinerten inversen Verteilungsfunktionen sind dann reellwertige Zufallsvariablen mit vorgegebener Verteilung und wieder stochastisch unabhängig.

### Bestimmung von Quantilen
Ist eine Wahrscheinlichkeitsverteilung {\displaystyle P} (oder eine Zufallsvariable {\displaystyle X} mit Verteilung {\displaystyle P_{X}=P}) gegeben, so liefert die zugehörige verallgemeinerte inverse Verteilungsfunktion {\displaystyle F^{-1}}, ausgewertet an der Stelle {\displaystyle u}, stets ein {\displaystyle u}-Quantil. Dies folgt direkt aus der Definition.

### Definition von Risikomaßen
Verschiedene Risikomaße, die im Finanzsektor eingesetzt werden, basieren auf Quantilfunktionen. Dabei sind die Zusammenhänge zwischen den Quantilfunktionen der Zufallsvariablen {\displaystyle X} und {\displaystyle -X} von besonderem Interesse. Es gilt
{\displaystyle q_{-X}^{-}(\alpha )=-q_{X}^{+}(1-\alpha ),\quad 0<\alpha <1}
und
{\displaystyle q_{-X}^{+}(\alpha )=-q_{X}^{-}(1-\alpha ),\quad 0<\alpha <1.}
Wenn {\displaystyle X} eine Verlustvariable ist, die für eine finanzielle Position den zufälligen Gewinn oder Verlust so angibt, dass Verluste durch positive Zahlen und Gewinne durch negative Zahlen dargestellt werden, dann ist der Value at Risk zum Sicherheitsniveau {\displaystyle 1-\alpha } durch das untere {\displaystyle (1-\alpha )}-Quantil der Verlustvariablen {\displaystyle X} definiert,
{\displaystyle \mathrm {VaR} _{1-\alpha }[X]=q_{X}^{-}(1-\alpha )\;.}
Wird stattdessen als Zufallsvariable die zugehörige Gewinnvariable {\displaystyle Y=-X} betrachtet, bei der Verluste durch negative und Gewinne durch positive Zahlen angegeben werden, so ist
{\displaystyle q_{X}^{-}(1-\alpha )=-q_{-X}^{+}(\alpha )=-q_{Y}^{+}(\alpha ).}
Die Value at Risk-Maßzahl ist bei Berechnung aus der Gewinnvariablen {\displaystyle Y} das mit dem negativen Vorzeichen versehene obere {\displaystyle \alpha }-Quantil der Gewinnvariablen.